# 공각기동대 (영화)
공각기동대(攻殼機動隊, Ghost in the Shell)는 1995년 일본에서 시로 마사무네의 만화를 바탕으로 만들어진, 오시이 마모루 감독의 SF 애니메이션 영화이다. 이토 카즈노리가 각본을, 프로덕션 I.G에서 동화를, 다나카 아츠코, 오츠카 아키오, 카유미 이에마사 등이 배역을 맡았다. 대한민국에서는 1996년 서울 국제 만화 애니메이션 페스티SICAF에서 처음으로 소개되었고, 2002년 4월에 정식으로 개봉되었다.
《공각기동대》는 인형사(괴뢰사, 일본어: 人形使い)로 알려진 공안 9과의 추적을 따른다. 쿠사나기 모토코는 팀의 지원하에 용의자를 추적하고 찾아내지만, 정체성과 인형사의 목적에 대한 일련의 복잡한 음모와 은폐에 이끌린다.
영화는 기술적으로 발전된 세계 속의 자기 정체성을 주요한 철학적 주제로 다룬다. 카와이 켄지가 작곡한 음악에는 결혼식에 사용되는 고대 일본어가 포함되며, 영화의 절정으로 이끄는 음악의 주요 부분이 된다.
비평가들은 전통적인 셀 방식과 컴퓨터 그래픽이 조화된 영화의 영상을 높이 평가했다. 《공각기동대》는 더 워쇼스키스와 같은 영화 제작자에 영감을 주기도 했다.
같은 세계관에서 이후에 벌어진 일을 다루는 속편 영화 이노센스가 오시이 마모루 감독으로 제작, 2004년에 공개되었다. 2008년에는 원작에 음향과 3D 그래픽이 보강된 《공각기동대 2.0》이 출시되었다.
한편, 일본에서 개봉된 지 수년이 지난 후에 선보여 불법복제 비디오 또는 CD를 통해 볼 만한 사람들은 다 봤던 탓인지 국내 개봉 당시 1만 4000여명의 관객을 동원하는 데 그쳤고  이로 인해 이현세 작가가 두 번째 애니메이션 도전을 하기 위해 2002년 이현세 엔터테인먼트를 설립했지만  도전을 접었다.

## 줄거리
네트워크가 지배하는 2029년, 사이보그들이 인간들 속에 함께 공존한다. 공각기동대(攻殼機動隊)란 별명이 있는 공안 9과(公安9課)는 수상 직속의 특수 실행 부대로, 전뇌 네트나 공안 관계의 테러 대책 등의 공적으론 불가능한 사건의 감사나 해결을 임무로 한다. 아라마키(荒卷)가 책임자로 있으며, 소속 요원은 바트와 소령(쿠사나기), 토그사 등이다. 이들은 그간 6과를 감시하고 있었다. 공안 6과(公安6課)는 외무성 조약 심의부(外務省條約審議部)의 별칭으로 외교상 일어나는 모든 문제나 국제범죄, 테러 등에 대해 정보수집과 감사를 행하는 정보기관인데, '프로젝트 2501'의 기밀 보호 임무도 맡고 있다.
한편, 가벨 공화국은 내란이 끝나고 기존의 군사정권이 실각, 새로운 민주정권이 탄생한 개발도상국으로, 구(舊) 정권의 지도자 마레스 대령이 이 나라에 망명 중이다. 이때 '프로젝트 2501'과 관련한 프로그래머를 해외로 빼돌리려는 가벨 공화국 대사를 소령이 암살하고 광학 미채(투명 광학복. 가격이 비싸 9과와 '인형사'를 만들어낸 2과에서만 사용함)를 이용해 경찰의 시선에서 유유히 사라진다.
이 시기엔 얼마 전부터 정체 불명의 해커 '인형사'가 주로 EC권에 출몰하여 네트에 개입, 주가 조작, 정보 수집, 정치 공작, 테러, 전뇌 윤리 침해 등 각종 범죄를 일으켰다. 그는 불특정 다수 인간의 고스트를 해킹해서 조종하는 수법 때문에 붙은 코드 네임이 '인형사'다. 9과의 수사 과정에서 쓰레기차 청소부 중 하나가 이혼을 통지한 부인의 마음 알고자 고스트 해킹을 시도하는 게 드러난다. 그는 누군가로부터 '의사 체험'이란 가상 현실을 통해 정부 관계자를 고스트 해킹하는데 이용된 것으로 밝혀진다. 어느 해커가 전화기에서 해킹을 하다가 이를 미행한 쿠사나기 일행에게 총격을 가한 뒤 광학 미채를 입고 사라지나, 그보다 더 앞선 능력의 쿠사나기는 쉽게 그를 제압해 체포하는데.

## 출연

### 주연
- 타나카 아츠코
- 오오츠카 아키오

### 조연
- 카유미 레마사
- 오키 타미오
- 야마데라 코이치
- 겐다 테쇼

## 기타
- 원작자: 시로 마사무네
- 협력프로듀서: 야마자키 히로시
- 협력프로듀서: 와타나베 시게루
- 미술: 와타나베 타카시
- 미술: 오구라 히로마사
- 배경: 와타베 타카시
- 디자인: 오키우라 히로유키
- 디자인: 카와모리 쇼지